# Plinio Marconi
Plinio Marconi (Verona, 13 ottobre 1893 – Roma, 23 giugno 1974) è stato un architetto, ingegnere e urbanista italiano.

## Biografia
Si iscrive nel 1910 ai corsi di Ingegneria civile e Architettura del Politecnico di Torino, dove rimane fino alla prima guerra mondiale, quando viene chiamato come tenente nel corpo dell'Artiglieria di montagna. A conflitto concluso si trasferisce a Roma con i fratelli, dove consegue la laurea in Ingegneria edile con il massimo dei voti.
Nel 1920 è chiamato da Gustavo Giovannoni a fungere da assistente al Corso di elementi delle fabbriche presso la Scuola di applicazione per ingegneri. Entra nell'ambiente culturale della Roma degli anni venti, dove sono influenti le figure di Giovannoni e Piacentini, e avvia la sua attività professionistica all'interno dell'Istituto per le case popolari di Roma per il quale progetta alcuni edifici della Garbatella  (1920- 1926), il cui piano regolatore era stato redatto da Gustavo Giovannoni e Marcello Piacentini, e del quartiere Portuense (1927 – 1928).
La Garbatella diviene in quel periodo un punto di riferimento per il linguaggio architettonico; qui infatti si sperimenta il “barocchetto”, un linguaggio che assorbe le diverse valenze formali della Roma storica e popolare, attuando un mimetismo che allude esplicitamente alla città vecchia e alla tradizione romana, almeno come la intende Giovannoni, un linguaggio che conferisce dignità alle case più modeste e che viene subito adottato per dare decoro ai quartieri a media e alta densità promossi dall'Istituto case popolari.
Negli anni 30 comincia ad interessarsi delle architetture minori, compiendo viaggi durante i quali schizza i particolari che poi rielabora nei progetti Icp.
Il pensiero di Giovannoni influenza Marconi, in particolare quello del centro antico, inteso come ambiente della città, da conservare, nel 1929 partecipa all'Organizzazione della I Mostra nazionale dei piani regolatori.
Nel 1933 si costituisce la Scuola di perfezionamento in urbanistica: Marconi matura l'idea di una sua scelta a favore dell'Urbanistica.
Per Marconi l'urbanistica deve essere un problema tecnico, fondarsi su basi solide e certe, rimuovendo ogni estetismo. “Sensibilità e tecnica debbono essere intese unitariamente ed ogni valore contenuto nel giusto piano”.
Nel 1934 inizia la sua carriera accademica.
Dal 1921 al 1943 è redattore capo della rivista Architettura e arti decorative (che dal 1931 prende il nome di "Architettura", espressione ufficiale del Sindacato Nazionale Fascista Architetti), diretta prima da G. Giovannoni e poi da Marcello Piacentini. 
Nel periodo tra le due guerre partecipa a numerosi concorsi per piani regolatori: Verona (1932), Pistoia (1935), Aprilia (1936), Bologna (1938).
È per Marconi l'occasione per sperimentare metodo di progettazione del piano regolatore: accurato interesse per i prodotti grafici, apparato analitico in grado di sostenere le sue proposte.
Il disegno è un mezzo fondamentale di trasmissione delle conoscenze all'interno della comunità disciplinare e per questo deve rispondere a requisiti di chiarezza e immediata comprensibilità.
È un modo per dare credibilità alla disciplina “contro l'urbanistica agnostica di tanti uffici tecnici comunali”. 
I piani sono per Marconi il “luogo” per fare urbanistica. I suoi piani hanno un'impronta inconfondibile, con le tavole preparate da lui stesso, dando loro una “forma” riconoscibile e ripetibile.
Tra il 1937 e il 1938 elabora due piani particolareggiati: uno per la regione tra la via Appia e la via Ardeatina, l'altro per quella dell'Appia Antica.
Redige anche due piani per Addis Abeba.
Nel 1942 è nella commissione incaricata di redigere la nuova legge urbanistica.
Nell'immediato dopoguerra è incaricato – con altri – per la predisposizione dei piani di ricostruzione di Rimini e Bologna.
Da questo momento inizia un'intensa attività professionale: Verona (1946–1951), Valdagno (1958-1953), Bologna (1952–1955), Vicenza (1954–1955), Catanzaro (1954–1958), Salerno (1956–1957), Recoaro Terme (1959), Nicastro (1960–1965), Trento (1962–1964), Brindisi (1962–1965), Prato (1963–1966).
Lavora anche per il governo di Tunisi, progettando venti arrondissement a Tunisi e quello della penisola di Capo Bon (1966).
Importanti i quartieri di edilizia popolare Ina- Casa a Valdagno e Verona (1949), a Pisa (1951), a San Lazzaro di Savena e Forlì (1954), a Correggio (1956), a Salerno, Pastena e Roma – Torre Spaccata (1958].
In alcuni casi Marconi si dedica alla redazione di varianti per piani precedentemente elaborati: è un'operazione consapevole che sposta l'attenzione dell'urbanista sul divenire dell'organismo urbano e sul cambiamento delle circostanze decisionali, mettendo in rilievo la questione della flessibilità e gestibilità del piano.
Per l'instabilità di strutture sociali, economiche e politiche, il rapido sviluppo dei mezzi tecnici, il futuro della città non può essere disegnato una volta per tutte.
Marconi matura allora l'idea di una pianificazione continua nel tempo, con atteggiamento positivo nei confronti delle dinamiche urbane e propensa a ritenere positive e “fisiologiche” le trasformazioni.
Il procedimento di Marconi comporta precise istruzioni per quanto riguarda i tipi edilizi da realizzare, attraverso parole, disegni, indici numerici: l'urbanista offre soluzioni da adottare ad ogni singolo caso.
Marconi riconduce la molteplicità degli interventi possibili entro un campo finito e quantificabile, per renderlo governabile, e fissa le variabili (densità edilizia, ecc...).
Nel 1950 ottiene la cattedra di professore ordinario di Urbanistica della Facoltà di Architettura di Roma, ereditata da Marcello Piacentini.
Per Marconi vi è uno stretto legame tra pratica professionale e teoria.
Nel 1963 diventa preside della Facoltà di Architettura di Roma, carica che tiene per due mandati in un periodo segnato dal Sessantotto e dalla rivolta studentesca di Valle Giulia. Durante la sua presidenza sono chiamati ad insegnare a Roma Luigi Piccinato, Bruno Zevi, Ludovico Quaroni.
Plinio Marconi è padre di Paolo Marconi, anch'esso architetto e restauratore.